# Piacok Napja
A Piacok Napja egy design-fókuszú közösségi vásár Budapest 3 metróvonalát érintő fő közösségi közlekedési központjában, melyet 2014-ben a Nem Adom Fel Alapítvány kezdeményezett.

## Kezdetek
Budapest belvárosának legfőbb közösségi közlekedési központja a XXI. század hajnalán jelentősen átalakult, miután az itt lévő autóbusz-pályaudvart sikerült felszámolni. Így a 2000-es években már több kulturális funkciót is be tudott tölteni, többek között különféle tematikájú időszakos vásárok nyíltak itt.
2011-ben a Nem Adom Fel Alapítvány vetette fel, hogy egy újfajta integrált közösségi piacot kellene megvalósítani például a Hello Piac branddel összefogva. Ez eleinte évente 1 Piacok Napjában valósult meg. 

## Piacok Napja 2019 után
Az első 5 év után, 2019-től évente 2 alkalommal kerül sor a rendezvényre. A Piacok Napja központi elvi alapvetései a fenntarthatóság és a befogadó társadalom.
2020 novemberében a járványveszély miatt elmaradt a Piacok Napja, azonban 2021 május 30-án ismét sikerrel került megrendezésre. Az évi 2 nagyrendezvény koncepciója mentén immár kisebb, de rendszeres havi integrált vásárok is megvalósíthatók.